# Брајтон (Колорадо)
Брајтон (енгл. Brighton) град је у америчкој савезној држави Колорадо.

## Демографија
По попису из 2010. године број становника је 33.352, што је 12.447 (59,5%) становника више него 2000. године.
| Група             | 2000.          | 2010.          |
| Белци             | 12.175 (58,2%) | 18.325 (54,9%) |
| Афроамериканци    | 206 (1,0%)     | 492 (1,5%)     |
| Азијати           | 230 (1,1%)     | 436 (1,3%)     |
| Хиспаноамериканци | 7.990 (38,2%)  | 13.505 (40,5%) |
| Укупно            | 20.905         | 33.352         |